# The Court of Last Resort
The Court of Last Resort  è una serie televisiva statunitense in 26 episodi trasmessi per la prima volta nel corso di una sola stagione dal 1957 al 1958.

## Trama
The Court of Last Resort è un'organizzazione fondata da Erle Stanley Gardner nel 1948, che si compone di sette avvocati i quali assumono la difesa di imputati ingiustamente accusati o condannati. Gli episodi prendono in esame i vari casi esaminati dalla corte fin dalla sua nascita. I membri della Corte furono interpretati dagli attori del cast ma i membri reali spesso apparivano verso la conclusione dell'episodio portando la loro opinione sul caso trasposto in fiction.

## Personaggi
- Raymond Schindler (23 episodi, 1957-1958), interpretato da Robert H. Harris.
- Harry Steeger (24 episodi, 1957-1958), interpretato da Carleton G. Young.
- Marshall Houts (23 episodi, 1957-1958), interpretato da S. John Launer.
- Alex Gregory (23 episodi, 1957-1958), interpretato da John Maxwell.
- Park Street Jr (23 episodi, 1957-1958), interpretato da Robert Anderson.
- Sam Larsen (26 episodi, 1957-1958), interpretato da Lyle Bettger.
- Erle Stanley Gardner (23 episodi, 1957-1958), interpretato da Paul Birch.
- Dr. LeMoyne Snyder (23 episodi, 1957-1958), interpretato da Charles Meredith.
- Mary Morales (2 episodi, 1958), interpretata da Marian Seldes.
- Anna (2 episodi, 1957-1958), interpretata da Renata Vanni.
- Ben Oscourne (2 episodi, 1957-1958), interpretato da John Zaremba.
- Mike Grayson (2 episodi, 1958), interpretato da Herbert Lytton.
- James Dawson (2 episodi, 1957-1958), interpretato da Don Dubbins.
- Sarah (2 episodi, 1957-1958), interpretata da Irene Tedrow.
- Foreman Welling (2 episodi, 1957-1958), interpretato da Perry Ivins.
- George Irons (2 episodi, 1957-1958), interpretato da Fred Kruger.
- Conrad Murray (2 episodi, 1957), interpretato da Vaughn Taylor.
- George Zaccho (2 episodi, 1957), interpretato da John Verros.
- Edward Kruger (2 episodi, 1957-1958), interpretato da Onslow Stevens.
- McDougall (2 episodi, 1957-1958), interpretato da Gene Roth.
- Enright (2 episodi, 1958), interpretato da Chris Alcaide.

## Produzione
La serie fu prodotta dalla Paisano Productions (società di Erle Stanley Gardner che produsse anche la serie Perry Mason). Tra gli sceneggiatori sono accreditati lo stesso Erle Stanley Gardner (25 episodi, 1957-1958) e Harry Steeger	(25 episodi, 1957-1958).

### Registi
Tra i registi della serie sono accreditati:
- Reginald Le Borg (12 episodi, 1957-1958)
- Tom Gries (5 episodi, 1957-1958)
- James Goldstone (2 episodi, 1958)
- Lonnie D'Orsa

## Distribuzione
La serie fu trasmessa negli Stati Uniti dal 1957 al 1958 sulla rete televisiva NBC. Fu trasmessa in replica sulla ABC nella stagione 1959-1960. È stata poi pubblicata in DVD negli Stati Uniti dalla Alpha Video Distributors.

## Episodi
| Stagione       | Episodi | Prima TV originale |
| -------------- | ------- | ------------------ |
| Prima stagione | 26      | 1957-1958          |